# Кубок Ирландии по футболу 2013
Кубок Ирландии по футболу 2013 года (англ. FAI Senior Challenge Cup 2013) — 90-й розыгрыш Кубка Ирландии по футболу.

## Первый раунд
| Дата      | Хозяева           | Счёт | Гости         |
| --------- | ----------------- | ---- | ------------- |
| 29.3.2013 | Лейкслип Юнайтед  | 1:3  | Шерифф ЮК     |
| 29.3.2013 | Толка Роверс      | 2:1  | Бангор Селтик |
| 30.3.2013 | Сент Мэрис        | 0:1  | Феникс        |
| 30.3.2013 | Сент-Патрикс СИФК | 3:2  | Кэрью Парк    |
| 31.3.2013 | Эвертон           | 1:3  | Пайк Роверс   |

| Первый матч | Переигровка | Хозяева            | Счёт 1 матча | Счёт переигровки  | Гости          |
| ----------- | ----------- | ------------------ | ------------ | ----------------- | -------------- |
| 30.3.2013   | 6.4.2013    | Парквилла          | 1:1          | 1:2               | Бларни Юнайтед |
| 31.3.2013   | 5.4.2013    | Гленвилл           | 0:0          | 3:2               | Беггсборо      |
| 6.4.2013    | 20.4.2013   | Колледж Коринтианс | 1:1          | 0:0 (доп.вр. 1:0) | Ньюбридж Таун  |

## Второй раунд
| Дата      | Хозяева              | Счёт | Гости             |
| --------- | -------------------- | ---- | ----------------- |
| 31.5.2013 | Брей Уондерерс       | 2:0  | Мервю Юнайтед     |
| 31.5.2013 | Богемианс            | 0:3  | Дроэда Юнайтед    |
| 31.5.2013 | Солтхилл Девон       | 0:2  | Шемрок Роверс     |
| 31.5.2013 | Феникс               | 0:4  | Дандолк           |
| 31.5.2013 | Фин Харпс            | 2:1  | Уэксфорд Ютс      |
| 31.5.2013 | Шелбурн              | 3:0  | Бандон            |
| 1.6.2013  | Сент-Патрикс СИФК    | 3:4  | Ков Рамблерс      |
| 1.6.2013  | Бларни Юнайтед       | 0:4  | Дерри Сити        |
| 1.6.2013  | Гленвилл             | 0:3  | Лимерик           |
| 1.6.2013  | Сент-Патрикс Атлетик | 4:0  | ЮКД               |
| 1.6.2013  | Уотерфорд Юнайтед    | 0:2  | Слайго Роверс     |
| 1.6.2013  | Лонгфорд Таун        | 4:0  | Пайк Роверс       |
| 9.6.2013  | Авондейл Юнайтед     | 1:2  | Шерифф ЮК         |
| 5.8.2013  | Корк Сити            | 3:1  | Килбаррак Юнайтед |

| Первый матч | Переигровка | Хозяева      | Счёт 1 матча | Счёт переигровки  | Гости              |
| ----------- | ----------- | ------------ | ------------ | ----------------- | ------------------ |
| 31.5.2013   | 8.6.2013    | Толка Роверс | 2:2          | 0:0 (доп.вр. 0:3) | Колледж Коринтианс |
| 1.6.2013    | 4.6.2013    | Атлон Таун   | 2:2          | 2:2 (доп.вр. 0:1) | Блюбелл Юнайтед    |

## 1/8 финала
| Дата      | Хозяева        | Счёт | Гости                |
| --------- | -------------- | ---- | -------------------- |
| 23.8.2013 | Брей Уондерерс | 0:3  | Сент-Патрикс Атлетик |
| 23.8.2013 | Дандолк        | 5:3  | Лимерик              |
| 23.8.2013 | Шелбурн        | 1:0  | Колледж Коринтианс   |
| 23.8.2013 | Шемрок Роверс  | 3:1  | Шерифф ЮК            |
| 24.8.2013 | Лонгфорд Таун  | 2:3  | Дроэда Юнайтед       |
| 24.8.2013 | Слайго Роверс  | 1:0  | Корк Сити            |

| Первый матч | Переигровка | Хозяева    | Счёт 1 матча | Счёт переигровки | Гости           |
| ----------- | ----------- | ---------- | ------------ | ---------------- | --------------- |
| 23.8.2013   | 26.8.2013   | Фин Харпс  | 1:1          | 4:0              | Ков Рамблерс    |
| 23.8.2013   | 27.8.2013   | Дерри Сити | 0:0          | 2:1              | Блюбелл Юнайтед |

## 1/4 финала
| Дата      | Хозяева              | Счёт | Гости         |
| --------- | -------------------- | ---- | ------------- |
| 13.9.2013 | Сент-Патрикс Атлетик | 0:2  | Шемрок Роверс |
| 13.9.2013 | Шелбурн              | 1:5  | Дандолк       |
| 13.9.2013 | Слайго Роверс        | 1:0  | Дерри Сити    |

| Первый матч | Переигровка | Хозяева   | Счёт 1 матча | Счёт переигровки | Гости          |
| ----------- | ----------- | --------- | ------------ | ---------------- | -------------- |
| 13.9.2013   | 16.9.2013   | Фин Харпс | 1:1          | 0:2              | Дроэда Юнайтед |

## 1/2 финала
| Дата      | Хозяева        | Счёт | Гости         |
| --------- | -------------- | ---- | ------------- |
| 6.10.2013 | Дроэда Юнайтед | 1:0  | Дандолк       |
| 6.10.2013 | Слайго Роверс  | 3:0  | Шемрок Роверс |

## Финал
| Дата      | Хозяева        | Счёт | Гости         |
| --------- | -------------- | ---- | ------------- |
| 3.11.2013 | Дроэда Юнайтед | 2:3  | Слайго Роверс |

| Обладатель Кубка Ирландии 2013 |
| ------------------------------ |
| Слайго Роверс в 5-й раз        |